# Dii Involuti
Pour les articles homonymes, voir Dii.
Les Dii Involuti, c'est-à-dire les « Dieux Voilés », sont dans la mythologie étrusque un groupe de dieux qui, par opposition aux Dii Consentes (les dieux principaux, à peu près équivalents aux divinités olympiennes, et tous capables de lancer la foudre) et aux divinités inférieures, sont absolument inconnaissables, que ce soit en essence, en apparence, en genre sexuel, en nombre, ou en attributs. Les Dii Involuti étaient considérés par les étrusques eux-mêmes comme nimbés de mystère, et pour cette raison on sait très peu de choses à leur propos, si ce n'est qu'ils étaient les premiers des dieux et les dieux du rang le plus élevé dans leur panthéon, c'est-à-dire situés au-dessus des autres divinités majeures dans la hiérarchie céleste,. On ignore si le destin était pour les étrusques divinisé, et, le cas échéant, sa position dans cette hiérarchie ; il est possible qu'il ait fait partie des Dii Consentes sous le nom de Cilens, qu'il ait fait partie des Dii Involuti eux-mêmes, ou qu'il leur ait été encore supérieur. Selon Jean-René Jannot, les Dii Involuti pourraient représenter soit un principe archaïque de déité, soit  « le destin même qui domine les dieux individualisés ».
Il y avait une croyance populaire étrusque qui disait que le dieu du ciel Tinia avait besoin de la permission des Dii Involuti pour lancer des éclairs qui annonçaient des catastrophes. Cette croyance a été repris par les Romains avec le dieu Jupiter.